# کلارنس (میزوری)
کلارنس (به انگلیسی: Clarence) یک شهر در ایالات متحده آمریکا است که در شهرستان شل‌بای، میزوری واقع شده‌است. کلارنس ۳٫۰۰ کیلومتر مربع مساحت و ۸۱۳ نفر جمعیت دارد و ۲۵۰ متر بالاتر از سطح دریا قرار دارد.